# Dystopia (manga)
Pour les articles homonymes, voir Dystopia.

Dystopia est un one shot manga d'anticipation allemand de Judith Park.

## Synopsis
Dionne Hawking, 17 ans, s'entend très bien avec son frère ainé Lyon, 19 ans, ainsi qu'avec son amie, Shikku Koryo, 16 ans.
La vie de Dionne change brutalement quand Lyon décède, écrasé par une voiture. Alors qu'ils venaient d'apprendre sa mort, celui-ci réapparaît devant elle. Dionne apprend alors de ses parents qu'ils avaient jadis fait faire un clone de Lyon, car celui-ci avait eu une grave maladie et qu'il avait peu de chances d'y survivre. Dionne a du mal à supporter la présence du clone de Lyon, Gabriel, qui lui supporte mal que toutes les autres personnes ne voient en lui qu'un substitut de Lyon, et non comme une personne ayant sa propre identité.

## Publication
Dystopia a été pré-publié mensuellement de janvier à juin 2004 dans le magazine allemand de mangas Daisuki (de). Il est sorti en France le 24 janvier 2007.